# Bulbophyllum taiwanense
Bulbophyllum taiwanense är en orkidéart som först beskrevs av Noriaki Fukuyama, och fick sitt nu gällande namn av Kunio Nakajima. Bulbophyllum taiwanense ingår i släktet Bulbophyllum och familjen orkidéer. Inga underarter finns listade i Catalogue of Life.